# Johan Tillenius
Johan Fredrik Tillenius, född 6 maj 1977 i Skärholmen, är en svensk skådespelare.

## Filmografi (i urval)
- 1994 – Bert (TV-serie)
- 1995 – Bert – den siste oskulden
- 1995 – Vi skulle ju bli lyckliga...
- 1999 – Torsk på Tallinn (TV)